# 육군 김일병
"육군 김일병"은 1969년 공개된 대한민국의 영화이다.

## 배역
- 신영균
- 최은희
- 남정임
- 김상국
- 백일섭
- 송상균
- 황해
- 김기주
- 이강조
- 장정국
- 김정욱
- 이해룡
- 장훈
- 임은자
- 손방원
- 이윤길
- 강계식
- 문미봉
- 추봉
- 이기영
- 홍성중
- 장춘언

## 수상
- 제16회 아시아영화제
  - 편집상 - 오성환
- 제5회 백마상
  - 특별연기상 - 김상국